# CCR5-delta 32
CCR5-delta 32, även skrivet CCR5-Δ32, är en mutation av genen CCR5 som förknippas med resistans eller immunitet mot allvarliga sjukdomar som smittkoppor och HIV. Den förekommer speciellt ofta i norra Europa. Mutationen tros ha uppkommit för tusentals år sedan men blev mer allmän i Europa under Digerdöden genom att stora delar av befolkningen som saknade mutationen dog. Tidigare hade smittkoppor på samma sätt men under en längre tidsperiod sett till att göra mutationen relativt vanlig. Detta är dock långt ifrån klarlagt eller allmänt accepterat.
I Skandinavien tros ca 15 % bära på genen i heterozygot form.